# Whatever the Case May Be (Izgubljeni)
Whatever the Case May Be je dvanaesta epizoda prve sezone televizijske serije Izgubljeni. Režirao ju je Jack Bender, a napisali Damon Lindelof i Jennifer Johnson. Prvi puta emitirala se 5. siječnja 2005. godine na televizijskoj mreži ABC. Glavni lik radnje epizode je Kate Austen (Evangeline Lilly). 

## Radnja

### Prije otoka
Kate se nalazi u Novom Meksiku, pokušava dobiti pozajmicu u banci služeći se lažnim imenima ("Maggie", "Meg", "gđica Ryan"). Trojica naoružanih maskiranih muškaraca ulaze u banku s namjerom da je opljačkaju. Kate se nađe na podu usred kaosa. Ipak uspije doći do puške jednoga od muškaraca, ali nakon što joj jedan od zaposlenika banke kaže da ubije lopova, ona se brani činjenicom da ne zna kako se koristi oružje. Nakon toga je jedan od lopova odvuče u sobu i nakon što se cijela situacija smiri oni se poljube pa se na taj način otkriva da je i Kate dio tima pljačkaša. Čovjek udari Kate kako bi i dalje izgledalo kao da je ona nedužni civil te joj prijeti da će ju ubiti ako ih menadžer banke ne odvede u trezor s gotovinom. U pozadini jedan od pljačkaša govori menadžeru banke da je cijela ideja o pljački bila Kateina. Međutim, ona uskoro ubije svoje suradnike i kaže menadžeru da otvori sigurnosni pretinac broj 815 - pravi razlog pljačke banke. Menadžer ga otvara i Kate uzima iz njega jedinu stvar: kuvertu. 

### Na otoku
Dvadeset i prvog dana nakon zrakoplovne nesreće, 12. listopada 2004. godine tijekom plivanja u blizini vodopada, Kate Austen i James "Sawyer" Ford (Josh Holloway) pronalaze zaključani kovčeg u potonulim olupinama aviona. Kate želi kovčeg, ali ne želi reći Sawyeru što je unutra pa ga on uzima. Na plaži plima prijeti potopljenjem olupine aviona. Shannon Rutherford (Maggie Grace) upita svog brata po maćehi Boonea Carlylea (Ian Somerhalder) što on i John Locke (Terry O'Quinn) rade svakoga dana u džungli, a ovaj joj odgovara da traže Claire Littleton koju je oteo tajanstveni Ethan Rom. Kate ulazi u Sawyerov šator dok on spava u nadi da će pronaći kovčeg. Međutim, on se budi i u borbi flertuje s njom uzevši joj u konačnici kovčeg što rezultira njezinim odlaskom.
Sljedećeg dana Sayid Jarrah (Naveen Andrews) upita Shannon da mu prevede bilješke Francuskinje Danielle Rousseau. Rose Henderson (L. Scott Caldwell) tješi Charlieja Pacea (Dominic Monaghan) govoreći mu da nije kriv za ono što se dogodilo Claire i da je učinio sve što je u njegovoj moći. Sawyer neuspješno pokušava razbiti kovčeg kako bi ga otvorio, ali Michael Dawson (Harold Perrineau) mu govori da je jedini način kako će ga otvoriti čista snaga. Sawyer uskoro kovčeg baca niz liticu, ali on se i dalje ne otvara. Kate mu ga u tom trenutku uspijeva ukrasti, ali Sawyer ju sputava i ponovno ga uzima. Govori joj da će joj dati kovčeg ako mu kaže što je unutra. Ona to odbija.
Kate odlazi do Jacka Shepharda (Matthew Fox) i govori mu da se u kovčegu nalazi oružje koje je pripadalo maršalu koji ju je pratio natrag do SAD-a, a da je ključ od kovčega pokopan s njim. Oni ga otkopavaju i Kate mu uzima novčanik. Pokušava sakriti ključ od Jacka, ali ovaj shvati njezinu namjeru. Sayid postaje nestrpljiv sa Shannonovim prijevodom koji nema smisla. Uznemirena ona odlazi govoreći mu da za sebe smatra da nije od nikakve koristi. Jack daje Sawyeru ultimatum: ako ne preda kovčeg, prestat će mu davati antibiotike za njegu ranu od noža. Bojeći se infekcije, on preda kovčeg. U pećinama, Jack i Kate otvaraju kovčeg. Unutra se nalazi oružje i kuverta - ona ista koju je Kate uzela iz sigurnosnog sefa u banci: Jack joj daje kuvertu. Ona ju otvara i iz nje izvlači malu igračku aviona. Kate govori Jacku da igračka pripada čovjeku kojeg je voljela - i ubila. Rasplače se, ali Jack ju ne pokušava utješiti.
Rose govori Charlieju da vjeruje kako je njezin suprug, Bernard Nadler, koji se nalazio u repu aviona prilikom pada još uvijek živ. Charlie moli Rose za pomoć i ona započne moliti s njim. Shannon prepoznaje jednu od Rousseauovih bilježaka La Mer. Na plaži uz vatru, Kate gleda u igračku aviona. 

## Produkcija
Podvodne scene snimljene su u bazenu u Los Angelesu zbog toga što su producenti imali problema sa snimanjem u pravom oceanu (previše valova), a glumica Evangeline Lilly stalno se nabijala na koralje.

## Gledanost i kritike
Epizodu Whatever the Case May Be gledalo je 21.59 milijuna Amerikanaca. The New York Times napisao je da je ovaj nastavak "znak svježeg daha" u usporedbi s nekoliko prethodnih epizoda. 

## Vanjske poveznice
- "Whatever the Case May Be"  Arhivirana inačica izvorne stranice od 24. siječnja 2013. (Wayback Machine) na ABC-u